# Scandale Wirecard
Le scandale Wirecard se réfère à la faillite spectaculaire du géant Wirecard, exposant des fraudes comptables pour près de 2 milliards d'euros. 
Au-delà des dirigeants de Wirecard, la faillite met sérieusement en cause l'auditeur financier, Ernst & Young (EY) ainsi que l'Autorité fédérale de supervision financière, organisme chargé de réguler et contrôler le secteur financier en Allemagne.
Cette affaire est surnommée « le Enron de l'Allemagne, ».  

## Contexte
Fondée en 1999, Wirecard est une start-up allemande, qui propose des solutions sécurisant les paiements en ligne. Elle est entrée au DAX de Francfort en 2018,. Bien que l'entreprise ait connu une forte croissance lors de son existence (atteignant 300 000 entreprises clientes en juin 2020), la presse se fait pourtant depuis 2015 régulièrement écho de rumeurs et interrogations sur le modèle économique et les potentielles irrégularités de Wirecard.
L'affaire éclate en juin 2020, quand l'entreprise reconnait que 1,9 milliard d'euros de son bilan (près d'un quart du total de son bilan) n'existent en réalité probablement pas.

## Mise en cause d'Ernst & Young, l'auditeur financier

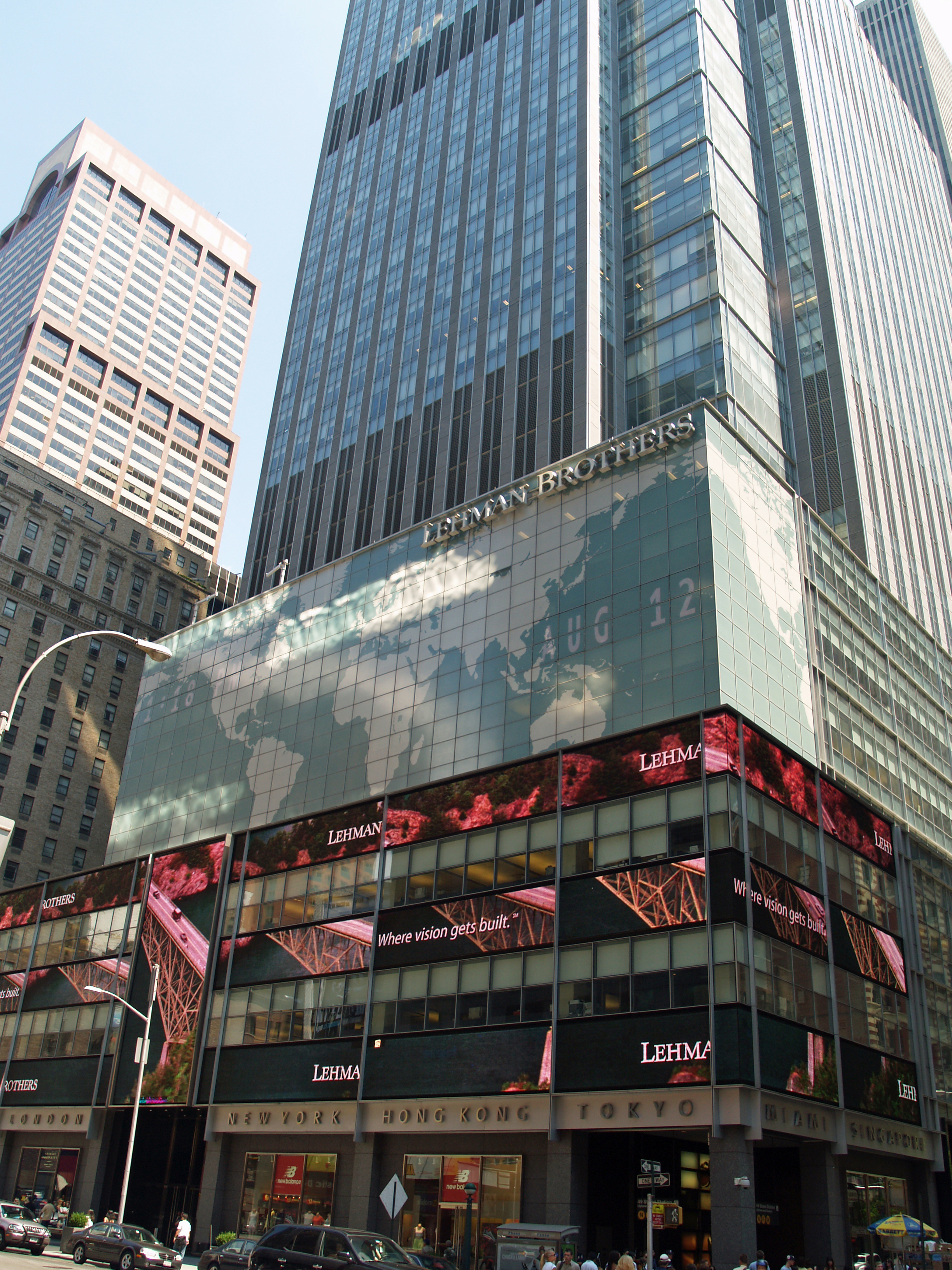
EY a déjà attiré la controverse sur ses prestations dans le passé, acceptant par exemple de payer 10 millions de dollars pour mettre fin à une action en justice engagée par les autorités américaines pour ses audits sur la banque Lehman Brothers, dont la faillite a été à l'origine de la crise de 2008.

Ernst & Young (aussi connu sous le nom d'EY) est chargé de valider les comptes financiers de l'entreprise depuis 2011, et valide tous les documents financiers du groupe jusqu'en 2018. EY est accusé, notamment par le Financial Times, de ne pas avoir fait son travail d'auditeur en ne découvrant pas les irrégularités comptables (les 1,9 milliard d'euros du bilan) qu'il était pourtant censé contrôler,.
Le cabinet d'avocats allemand Schirp & Partner entame une action en justice envers EY. Une association allemande de petits investisseurs, Sdk, annonce également porter plainte contre des auditeurs d'EY.
Le Financial Times révèle également qu'un employé d'EY avait prévenu ses responsables de potentielles fraudes à Wirecard dès 2016, mais n'avait pas été entendu ; EY continuant dès lors d'être rémunéré pour auditer Wirecard.
Une enquête préliminaire contre EY est ouverte par les autorités allemandes en décembre 2020.
EY perd deux clients d'audit importants en Allemagne à la suite de l'affaire Wirecard : Commerzbank et Deutsche Bank.

## Conséquences
Le titre de l'entreprise perd 90 % de sa valeur en quelques jours. L'agence de notation Moody's supprime la notation de Wirecard, en l'absence d'informations jugées fiables pour l'évaluer. L'ex-PDG de Wirecard, Markus Braun, est arrêté. 
Au niveau politique, le ministre allemand des finances, Olaf Scholz, parle d’un « scandale sans équivalent dans le monde financier » et assure d'un renforcement des contrôles du secteur des paiements électroniques. Le ministre annonce également un plan de réforme de la BaFin, organisme chargé de la supervision financière des entreprises en Allemagne.
Plus de la moitié des 1 300 salariés de Wirecard se retrouvent licenciés.
Le patron d'EY Allemagne est contraint de céder sa place, de même que le patron de la Bafin (qui avait qualifié l'affaire Wirecard de « désastre complet » et de « honte » pour le pays).

### Conséquences pour la recherche
Plusieurs articles sont publiés sur le scandale et les leçons qui pourraient en être tirées,,,.